# Neues Philharmonieorchester Japan

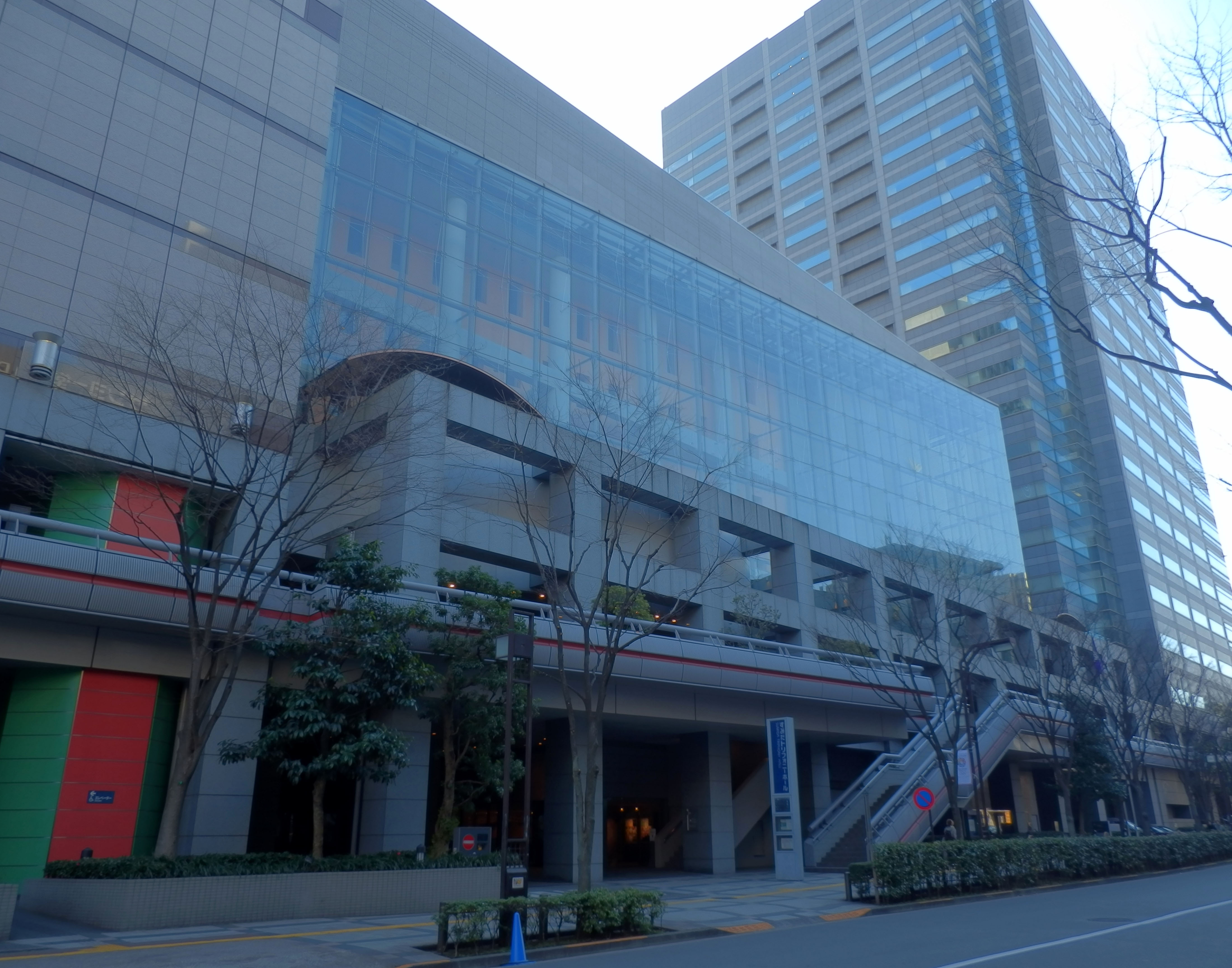
Die Sumida Triphony Hall, Hauptspielort des Neuen Japanischen Philharmonieorchesters

Das Neue Philharmonieorchester Japan (jap. 公益財団法人 新日本フィルハーモニー交響楽団, Kōeki Zaidan Hōjin Shin Nihon Firuhāmonī Kōkyō Gakudan, engl. New Japan Philharmonic) ist ein professionelles japanisches Sinfonieorchester für Klassische Musik. Es wurde 1972 gegründet und hat seinen Hauptsitz in Kinshi, im Stadtbezirk Sumida, Tokio. Das Orchester ist reguläres Mitglied der Japanischen Orchestervereinigung.

## Übersicht
Die Gründung des Orchesters geht zurück auf einen Streit des Philharmonieorchesters Japan 1969 mit der Rundfunkanstalt Nippon Cultural Broadcasting und mit Fuji Television. Die Mitteilung, dass das aus Rundfunkgebühren finanzierte Philharmonieorchester Japan aufgelöst werden sollte, veranlasste zwei Drittel der Orchestermitglieder, gemeinsam mit Seiji Ozawa und Naozumi Yamamoto 1972 ein neues und selbständiges Orchester zu begründen. Seit 1997 übt und spielt das Orchester in der Sumida Triphony Hall in Tokio. 2001 trat das Orchester ebendort zusammen mit dem Gitarristen Yngwie Malmsteen auf. Es tritt im Verlaufe eines Kalenderjahres in der Regel 16 Mal in der Triphony Hall und acht Mal in der Suntory Hall auf. Seit September 2016 leitet Toshiyuki Kamioka das Orchester.

## Auswahl ehemaliger Dirigenten
- Christian Arming (2003–2013)
- Gerhard Bosse (musikalischer Berater)
- Seiji Ozawa (Ehrendirigent)
- Saitō Hideo (Ehrendirigent)
- Ingo Metzmacher (Dirigent für die Spielzeit 2013–2014)[2]
- Takashi Asahina

## Diskografie
gemeinsam mit Joe Hisaishi:
- 2004 World Dreams
- 2005 Works III
- 2005 Ein Amerikaner in Paris (パリのアメリカ人)
- 2006 Manatsu no yoru no akumu (真夏の夜の悪夢)
- 2006 W.d.o. (Sampler der vergangenen drei Konzerte)